# مارتن سكوت (لاعب كريكت)
مارتن سكوت (6 نوفمبر 1943 - )  (بالإنجليزية: Martin Scott)‏ هو لاعب كريكت بريطاني.